# اویت آیهوک (آریزونا)
اویت آیهوک (به انگلیسی: Oit Ihuk) یک منطقهٔ مسکونی در ایالات متحده آمریکا است که در آریزونا واقع شده‌است. اویت آیهوک ۶۴۸ متر بالاتر از سطح دریا واقع شده‌است.